# 442 v. Chr.
Portal Geschichte | Portal Biografien | Aktuelle Ereignisse | Jahreskalender | Tagesartikel

◄ |
6. Jahrhundert v. Chr. |
5. Jahrhundert v. Chr. |
4. Jahrhundert v. Chr. |
►

◄ | 460er v. Chr. | 450er v. Chr. | 440er v. Chr. | 430er v. Chr. |
420er v. Chr. |
►

◄◄ | ◄ | 445 v. Chr. | 444 v. Chr. | 443 v. Chr. | 442 v. Chr. |
441 v. Chr. |
440 v. Chr. |
439 v. Chr. |
► |
►►

## Ereignisse

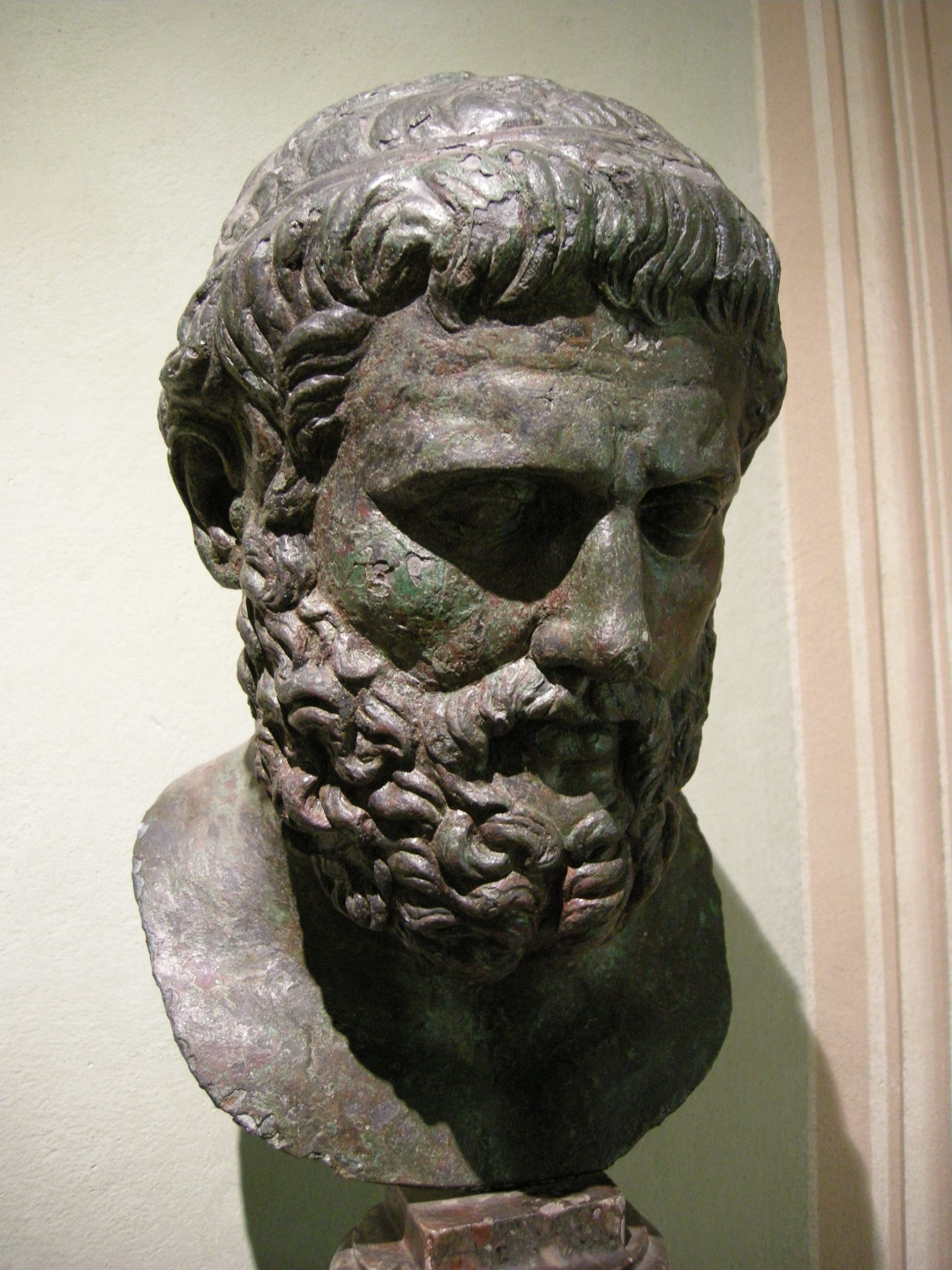
Sophokles

- Sophokles verfasst die Tragödie Antigone, den ersten Teil seiner Thebanischen Trilogie, zu der außerdem König Ödipus und Ödipus auf Kolonos gehören.

## Geboren
- um 442 v. Chr.: Kyniska, spartanische Königstochter und Olympiasiegerin